# L'Offrande sauvage
L'Offrande sauvage est un roman de Jean-Pierre Milovanoff publié le 25 août 1999 aux éditions Grasset et ayant reçu le prix des Libraires l'année suivante.

## Éditions
- L'Offrande sauvage, éditions Grasset, 1999,  (ISBN 2-246-58161-3)